# Okrouhlá (district de Česká Lípa)
Pour les articles homonymes, voir Okrouhlá.
Okrouhlá  (en allemand : Schaiba) est une commune du district de Česká Lípa, dans la région de Liberec, en République tchèque. Sa population s'éleve à 557 habitants habitants en 2021.

## Géographie
Okrouhlá se trouve à 3 km à l'ouest-nord-ouest du centre de Nový Bor, à 10 km au nord de Česká Lípa, à 38 km à l'ouest de Liberec et à 78 km au nord de Prague.
La commune est limitée par Prysk et Polevsko au nord, par Nový Bor à l'est, par Skalice u České Lípy au sud, et par Kamenický Šenov à l'ouest.

## Histoire
La première mention écrite de la localité date de 1543.

## Transports
Par la route, Okrouhlá se trouve à 3 km de Nový Bor, à 11 km de Česká Lípa, à 44 km de Liberec et à 102 km de Prague.